# Pompadour (frisure)
|  | For andre betydninger, se Pompadour |
Pompadour er betegnelsen for en frisure, der er opkaldt efter Madame de Pompadour (1721-1764), elskerinde til Louis XV. Der findes en række variationer over temaet, både for mænd og kvinder, men det grundlæggende koncept er, at håret trækkes opad fra ansigtet og bæret højt over panden, til tider også med håret trukket op langs siderne og fra nakken.
Efter den første popularitet i det 18. århundrede, kom stilen atter på mode, som en det af "Gibson Girl-look'et" i 1890'erne og var fortsat populært indtil 1. verdenskrig.  Stilen kom tilbage igen i 1940'erne. En mandlig variant opstod i 1950'erne i forbindelse med fremkomsten af den tidligere rock and roll med stjerner som Elvis Presley. I Danmark fik 1950'er-udgaven også betegnelsen Anderumpefrisure. Variationer af pompadour-stilen bæres fortsat af mænd og kvinder i det 21. århundrede. 

## Galleri
- Bette Davis med en mere moderne pompadour i filmen Now, Voyager fra 1942
- Lady Astor fra 1909
- Pin-up'en Betty Grable i 1943
- Elvis i 1954
- P!nk i 2007

## Eksterne links
- The Pompadour Page Arkiveret 27. januar 2013 hos  hos Archive.is med vægt på mandlige 50'er-mode, rock 'n' roll og anderumper (engelsk)
- How To Style A Pompadour Arkiveret 2. februar 2014 hos  Wayback Machine about.com (engelsk) - med vægt på moderne pompadour til mænd
- Pompadour på huffingtonpost.com (engelsk) - moderne Pompadourer for mænd og kvinder

| frisurer og hår | Spire Denne artikel om frisurer, hår og kropsudsmykning er en spire som bør udbygges. Du er velkommen til at hjælpe Wikipedia ved at udvide den. |